# 세인트 빈센트 (영화)
《세인트 빈센트》(영어: St. Vincent)는 2014년에 개봉한 미국의 코미디 드라마 영화이다. 시어도어 멜피가 감독, 각본, 제작을 맡았다. 빌 머리가 주인공 역을 맡았고, 그 외에 멀리사 매카시, 나오미 와츠, 제이든 마텔, 크리스 오다우드 등이 출연했다. 제이든 마텔의 영화 데뷔작이다.
2014년 9월 5일 제39회 토론토 국제 영화제에서 전 세계 최초로 상영되었으며 피플스 초이스 어워드에서 2위를 차지했다. 2014년 10월 10일 미국에서 제한 상영에 들어갔다가 24일에 상영관을 확대했으며, 같은 24일 넷플릭스를 통해 프랑스에서 출시되기도 했다. 제작비 1,300만 달러 대비 5,480만 달러의 수익을 거두며, 적당한 상업적 수익을 거뒀고, 비평가들로부터 긍정적인 평가를 받았다.

## 출연
- 빌 머리 - 빈센트 매케나 역
- 제이든 리버허 - 올리버 브론스틴 역
- 멀리사 매카시 - 매기 브론스틴 역
- 나오미 와츠 - 다카 파리모바 역
- 크리스 오다우드 - 게러티 신부 역
- 테런스 하워드 - 주코 역
- 레니 베니토 - 미첼 코치 역
- 네이트 코드리 - 테리 역
- 다리오 바로소 - 로버트 오신스키 역
- 킴벌리 퀸 - 애나 역
- 도나 미첼 - 샌디 매케나 역
- 앤 다우드 - 셜리 역
- 스콧 애드싯 - 데이비드 브론스틴 역
- 레지 E. 캐시 - 거스 역
- 레이 야니첼리 - 로저 역
- 론 매클라티 - 오브라이언 교장 역